# 2011 în jocuri video
Acest articol prezintă evenimente importante legate de jocuri video din anul 2011. Vezi și istoria jocurilor video.

## Evenimente
În 2011 au apărut mai multe sequel-uri și prequel-uri în jocurile video, cum ar fi  Assassin's Creed: Revelations, Alice: Madness Returns sau Call of Duty: Modern Warfare 3, împreună cu titluri noi precum  Dead Island sau Temple Run.
Multe premii au primit jocuri ca Batman: Arkham City, Portal 2, The Elder Scrolls V: Skyrim, The Legend of Zelda: Skyward Sword sau Uncharted 3: Drake's Deception. 2011 a marcat, de asemenea, lansarea la nivel mondial a consolei Nintendo 3DS, din a opta generație de console de jocuri.

### Serii cu jocuri noi
Seriile în care au apărut jocuri noi sunt: Ace Combat, Assassin's Creed, Batman: Arkham, Battlefield, Call of Duty, Call of Juarez, Cities XL, Crysis, Dead Space, Deus Ex, Dragon Age, Driver, Duke Nukem, Dynasty Warriors, The Elder Scrolls, F.E.A.R, Forza Motorsport, Gears of War, Infamous, Killzone, The Legend of Zelda, LittleBigPlanet, Mario Kart, Modern Combat, Mortal Kombat, MX vs. ATV, Need for Speed, Operation Flashpoint, Pokémon, Portal, Rayman, Red Faction, Red Orchestra, Resistance, Saints Row, Star Wars: Knights of the Old Republic, Super Mario, Total War, Tropico, Uncharted și The Witcher.